# Тавлу-отар
Тавлу-отар — кутан Дагестана, расположенный в Бабаюртовском районе. Не имеет статуса населённого пункта.

## Географическое положение
Расположено на территории Бабаюртовского района, к юго-западу от села Бабаюрт. Ближайшие населенные пункты: на юге — Чаландар, на юго-западе — Герменчук-Отар, на юго-востоке — Андузлу.